# 南ホラーサーン州
南ホラーサーン州（みなみホラーサーンしゅう、ペルシア語: استان خراسان جنوبی, ラテン文字転写: Ostān-e Khorāsān-e Jonūbī）はイランの州（オスターン）。イラン東部にあって州都はビールジャンド。他の大都市には フェルドゥースがある。管下にビールジャンドのほか、サラーヤーン、ナフバンダーン、サルビーシェの諸郡を擁する。
南ホラーサーン州は2004年のホラーサーン州の3分割に伴って成立した州である。

## 歴史
ホラーサーンは長い歴史を通じ、幾多の王朝が支配し、あるいは興り亡びた土地であり、アラブ、テュルク、モンゴル、トゥルクマーン、アフガーン (Afghan) などさまざまな人々が到来し、歴史に変化を与えてきた。
イラン古代の地理学者はイラン（「イーラーン・シャフル」：イラン世界）を8地域に区分したが、そのうち最大で最も繁栄していた地域がホラーサーンである。
アルサケス朝は長い間ホラーサーンのメルヴ近郊を基盤とした。
サーサーン朝期には「パドグースバーン」という称号を持つエスパフボド（将軍）と、4つに分割した地域それぞれの太守が治めた。
ホラーサーンはイスラーム征服後、ニーシャープール、メルヴ、ヘラート、バルフの各都市を中心とする四地域に分割される。
651年、アラブ・イスラーム勢力がホラーサーンに侵入し、以後820年までアッバース朝の支配下にあり、896年イラン系ターヒル朝、900年サーマーン朝が続いた。
ガズナ朝のスルターン・マフムードが994年、ホラーサーンを征服、さらに1037年にはセルジューク朝の初代スルタン・トゥグリル・ベグがニーシャーブールを征服している。
その後、ホラーサーンをめぐってセルジューク朝とガズナ朝の対立が続き、最終的にはガズナ朝がスルターン・サンジャルを破った。しかし1157年にはホラズム・シャー朝の支配下に入り、モンゴル帝国の侵入を受けイルハン朝の領域となった。
14世紀に入るとサブゼヴァールのサルバダール運動（英語: Sarbedaran movement）による独立の旗が掲げられるようになった。1368年、ティームールがホラーサーンを手に入れ、ヘラートをその首都とした。
1507年、ホラーサーンはウズベク族に征服された。1747年のアフシャール朝のナーディル・シャー没後はアフガーン (Afghan) の勢力圏となっている。
ガージャール朝の時代にはイギリスがイギリス東インド会社の保護のためにアフガーンを支援し、ヘラートはイランから分割された。ナーセロッディーン・シャーはヘラート奪還を目指したが果たせなかった。最終的に1857年のパリ条約によってイランはヘラートを含む今日のアフガニスタン領域への領有権主張を取り下げることになる。こうしてホラーサーンは人口稠密な東部地域がイギリス保護下に入り、残余の西部地域がイラン領として残ったのである。
ホラーサーン州はイラン最大の州であったが、2004年9月29日に北ホラーサーン、南ホラーサーン、ラザヴィー・ホラーサーンの三州に分割された（2004年5月18日国会通過、同29日護憲評議会通過）。

## 今日の南ホラーサーン州
ホラーサーン地域にはペルシア、ホラーサーニー・テュルク、トゥルクマーン、クルド、アラブなどのエスニック・グループが住む。また近年はアフガン難民が流入し、かなり大きなコミュニティを作っている。
南ホラーサーンの特産物としては、絨毯やサフランなどが知られている。

### 観光地

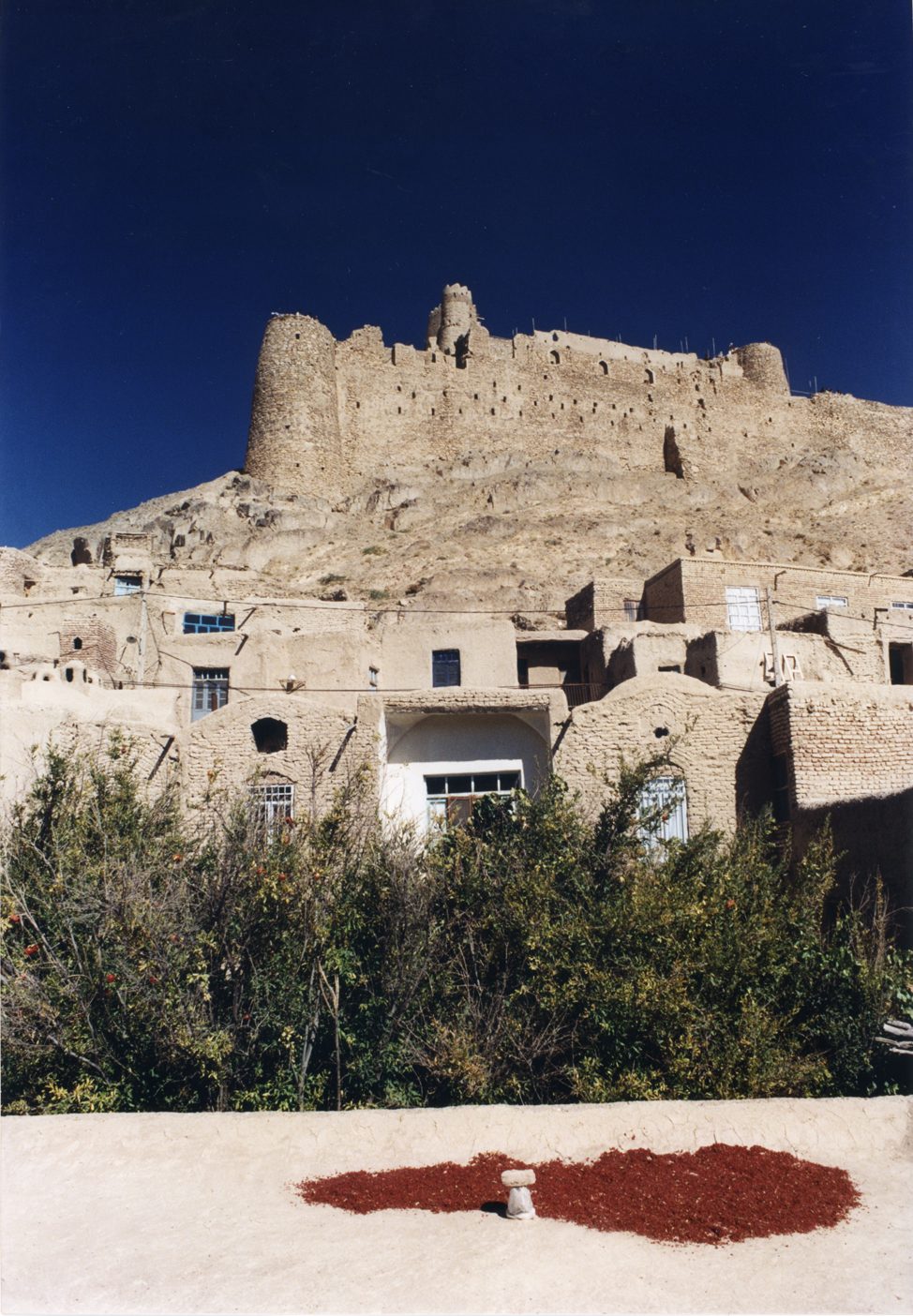
ビールジャンドのフォルグ城址。

南ホラーサーン州には多くの文化・自然の名勝がある。また宗教建築も散在し巡礼地となっているところも多い。またイラン文化遺産協会にはホラーサーン3州全体で1179ヵ所が登録されている。
歴史上、ビールジャンドは「クーヒスターン（ガーヒスターン）」と呼ばれる地域の一部で、イスラーム化以降重要な役割を果たした。
さらにこの地域はイスマーイール派などのさまざまな分派や運動、さらにアッバース朝の支配を逃れる人びとの避難地となり、またゾロアスター教徒が残った地域でもある。
南ホラーサーン州の主要な観光地は以下の通り。
- フェルドゥース温泉
- ナフバンダーン城址
- フォルグ城址
- コラーフ・ファランギー家（ビールジャンド）
- ガルエ・パーイーンシャフル
- チャフル・デラフト・モスク
- アミールアバード庭園
- ベフギャルド庭園
- アクバリーイェ庭園
- チェンシャト渓谷
- ビールジャンド金曜モスク
- イマームザーデ・ムーサー
- アーラーム宮殿
- デラーゴン渓谷（サラーヤーン）
- ガルエ・ガーラー城址（サラーヤーン）

ほかに260ヵ所がイラン文化遺産協会に登録されている。

### 高等教育機関
- ビールジャンド大学
- イスラーム自由大学ビールジャンド
- ビールジャンド医科大学